# Jean Monné
Pour les articles homonymes, voir Monné.
Jean Monné (Jan Monné) (7 janvier 1838 à Perpignan - 1916 à Marseille), est un ingénieur des ponts et chaussées, écrivain, poète et traducteur français d'expression provençale, majoral du Felibrige en 1881 et fondateur du bulletin Lou Felibrige né en 1838 à Perpignan et mort en 1916 à Marseille. Ses premiers essais poétiques sont facétieusement signés felibresse Clemènço. Il a parfois été désigné comme émule et rival de Théodore Aubanel.

## Biographie
Jean, François, Julien, Thomas Monné, dit Jan Monné, est né le 7 janvier 1838 au 12 rue Saint-Mathieu à Perpignan au sein d'une famille catalane. Ses parents sont François, Emmanuel, Jean Monné (contremaître tanneur puis sacristain né le 30 mars 1812) et Josèphe, Thomase, Catherine Romeu Bassails (repasseuse née le 11 juin 1817). La famille quitte Perpignan pour le Vaucluse et Avignon lorsque Jean a neuf ans ; elle déménage ensuite à Carpentras puis Cavaillon. Devenu ingénieur des ponts et chaussées, il s'installe à vingt ans avec sa mère dans la cité phocéenne après le décès de son père. Le 22 octobre 1863, Jean épouse Jeanne, Clémentine, Victoire Boucanier, une couturière marseillaise née le 23 novembre 1842 qui demeurera la principale inspiratrice de son œuvre lyrique et qui décèdera trois ans plus tard le 3 décembre 1868. Entre-temps, le couple a donné naissance le 23 octobre 1865 à une fille, Françoise, Marie Monné, pour laquelle il composera un chant nuptial en 1885. Jean se remarie le 19 août 1875, avec sa cousine Marceline, Catherine, Marie Monné (née à Perpignan le 14 février 1848) qui lui donnera le 26 août 1882 un fils Jean « Janot » François, Joseph, qui une fois adulte s'engagera dans la marine. En parallèle de ses activités littéraires, Jean Monné mène une carrière de contrôleur aux Ponts et Chaussées en tant qu'attaché au contrôle des chemins de fer.

## Félibrige
En 1868, Jean Monné rencontre Frédéric Mistral et devient membre du Félibrige. Il gagne la médaille d'or aux Jeux Floraux d'Aix en 1869, participe au premier congrès de la Santo Estello qui se tient en 1876 à Avignon et reçoit un an plus tard le titre de Mestre en Gai Sabé (maître en gai savoir). Il est couronné aux fêtes latines en Montpellier en 1878 et à l'Académie des Jeux Floraux. En 1881, Jean est coopté en tant que Majoral : il reçoit la cigalo de Roussihoun et intègre l'organe gardien de la philosophie de l'association : le consistoire. Il sera de 1891 à 1902 le vice-chancelier du Félibrige.
Entre 1887 et 1890, Jean séjourne à Paris pour raisons professionnelles. Là-bas, il commence à faire paraître Lou Felibrige, un bulletin mensuel relatant tous les événements félibréens qu'il animera jusqu'en 1909. Tout au long de sa vie, il collabore dans divers journaux et revues liés à la Respelido : Lou Trelus de l’Aubo prouvençalo qu'il anime trois années durant de 1876 à 1879, l'Armana Pouvençau, l’Armana Marsihès, l’Armana dóu Ventour, Lou Cacho-Fiò et L’Aïoli.
Le Félibrige est organisé en six sections territoriales appelées maintenance ; Jean est le secrétaire de celle de Provence (à partir du 2 février 1880) puis il en est le syndic (à partir du 11 juin 1903).
Il co-fonde avec Paul Roman une association régionaliste provençale : la Freirié Prouvençalo. Roman en sera le secrétaire, l'éditeur Paul Ruat en sera le trésorier.
Jean Monné décède des suites d'une maladie en septembre 1916. Tout sa vie il s'est investi dans la promotion de la graphie mistralienne et a œuvré pour dissiper les tensions entre troubaires et félibres. Il était chevalier de l’Ordre royal de Roumanie.

## Œuvres
Jean Monné a trente ans lorsqu'il commence à écrire. Ces premiers écrits sont court comme l'ensemble des productions littéraires de l'époque : Lou retra fait deux pages, A la vilo d'Iero huit et Puget onze. Sa première œuvre d'importance, Casau, co-écrite avec son gendre, est un drame historique en cinq actes relatant l'assassinat de Charles de Casaulx en 1595. Rousàri d'Amour est un recueil de sonnets consacrés à sa défunte première épouse. Il sera traduit en portugais par J. M. Greenfield Mello sous le titre Rosario d'amor : sonetos. À partir de ce recueil, l'œuvre de Monné sera dédiée à Clémentine, son premier amour : Menino, dont le titre est l'aphérèse de Clementino (Clémentine), les poésies autobiographiques Flour de Vèuno, qui racontent son bonheur conjugal sur les bords de l'Huveaune.

### Auteur
- Jean Monné, Félix Gras et Norbert Alexandre Bonafous, Pièces provençales des lauréats du concours du 23 avril 1869, à Aix : précédées du Rapport de la commission, Aix-en-Provence, 1869 (OCLC 492960302)
- Lou retra, 1875 (OCLC 1198371828)
- Lou Conse Casan : dramo istouri, 1878
- Poésies couronnées au centenaire de Pétrarque, 1875 (OCLC 1198371986)
- Puget, Aix-en-Provence, empr. Prouvençalo, 1883 (OCLC 799087072)
- A la vilo d'Iero : cant dedica au gènt felibre A. Castueil, Mèro d'Iero, 1885 (OCLC 799170824)
- Cant nouviau pèr li noço de Marius Cognat et de Mario Boucanier ma neboudo : chant nuptial, Marseille, empr. Prouvençalo, 1885 (OCLC 799171377)
- Crounico : Un buste au pouèto-Terraié, J. A. Peyrottes, Paris, Imprimerie Noizette, 1888 (OCLC 1002798138)
- Jan Monné et Marius Cognat, Casau : dramo istouri en cinq ate e en vers emé la trad. en vers francés, Paris, L. Duc, 1892 (OCLC 489966700)
- Lou Maridage de Marto Huot emé Maurise Raimbault, 21 de setembre 1897, Paris, L. Duc, 1897
- Études félibréennes : J. Roumanille, Paris, Librairie de la Province, 1894
- Rousàri d'amour : recuei de sounet emé la trad. franceso, Marseille, P. Ruat, 1906 (OCLC 489808352)
- Mentino : pouèmo prouvençau en douge cant, Marseille, P. Ruat, 1907 (OCLC 458059047)

### Préfacier
- Louis Bonnaud, Belugueto : rimo prouvençalo, Aix-en-Provence, J. Nicot, 1891 (OCLC 457097105)
- Maurise Girard, La garbeto valauriano : recuei de poue͏̈sìo, Paris, L. Duc, 1897 (OCLC 799081536)
- Estève Pelabon, Maniclo : vo Lou groulié bèl-esprit : coumèdi en 2 ate, en vers, Marseille, P. Ruat, coll. « Ed. dóu centenàri (29e) », 1901 (OCLC 799073547)
- Paul Ruat, Aprendissage de la vido : Lou Felibre di cigalo, Marseille, 1910 (OCLC 489833520)

### Traducteur
- Jacint Verdaguer, L'Atlantido, Montpellier, empr. de li fraire Hamelin, 1888 (OCLC 489824531)
- Lucien Duc, Marineto : pouèmo en sèt cant emé la trad. en vers francés, Paris, Librairie de la Province, 1894 (OCLC 495947814)